# Sturmgewehr 45
Le Mauser Sturmgewehr 45 (ou StG45 (M), littéralement Fusil d'Assaut 1945), ou Gerät 06H dans la nomenclature interne des prototypes Mauser (littéralement Dispositif/Appareil 06 à demi-verrouillage, la lettre H étant l'abréviation de Halbverriegelt, signifiant à demi verrouillé), est un prototype de fusil d'assaut développé par Mauser pour la Wehrmacht à la fin de la Seconde Guerre mondiale, utilisant un mécanisme à action retardée, dérivé à l'origine d'un prototype d'évolution du fusil Walther G43, connu sous le nom de Gerät 03, puis d'autres prototypes nommés Gerät 04 et Gerät 05. 
Il chambre des cartouches de 7,92 mm Kurz (7,92 × 33 mm) et tire à une cadence d'environ 450 coups par minute et n'utilise plus le système par emprunt des gaz qui était caractéristique du StG-44. Le StG-45 (M) fait partie des Wunderwaffen ou "armes miracles" du Troisième Reich.

## Présentation
Il s'agit de réduire les coûts de fabrication, notamment pour celle du fusil d'assaut Sturmgewehr 44. Celui-ci est cher (70 Reichsmark l'unité) et encore trop long à produire, malgré la technique d'emboutissage de tôle alors employée dans sa construction, alors qu'il est prévu que le futur StG-45 (M) ne coûte que 45 Reichsmark. 
La plupart des rares chargeurs existants pour les quelques dizaines de prototypes incomplets retrouvés de l'arme ne contiennent que 10 cartouches, et pour cette raison l'hypothèse est parfois émise à tort que cette valeur était jugée suffisante pour l'action en terrain découvert, et aurait facilité le tir en position couchée, le tireur n'étant pas gêné par la longueur du chargeur, à l'inverse du long chargeur standard du StG-44. 
En réalité toutefois, le StG-45 a été conçu pour utiliser les chargeurs standards de 30 cartouches de son prédécesseur, le StG-44, chargeurs pour lesquels des lignes de production étaient déjà bien établies. La raison pour laquelle les chargeurs retrouvés avec les prototypes ne contiennent que 10 cartouches est que, s'agissant justement de prototypes, il était plus pratique compte tenu de la configuration bien spécifique d'un banc d'essai de tir, comme ceux de Mauser, d'utiliser un chargeur assez court, les essais n'impliquant généralement pas de vider un chargeur entier de toute façon.
Peu avant la fin de la guerre, les prototypes furent déplacés avec d'autres documents et matériels sensibles de Mauser, l'usine étant de plus en plus proche de la ligne de front, et ainsi placés dans un train à destination d'un nouveau complexe de production et d'expérimentation qui aurait dû se trouver dans des tunnels percés dans une montagne autrichienne. Finalement, le train fut retrouvé par les troupes américaines, et les prototypes déplacés pour être étudiés en Belgique, juste après la guerre.
Bien qu'il n'ait jamais été fourni à la Wehrmacht (seuls les éléments suffisant à assembler une trentaine d'armes quasi complètes ont été produits avant la fin de la guerre, la crosse en bois et certains éléments du mécanisme de la gâchette étant presque toujours manquants), le mécanisme du StG45 a été plus tard à l'origine d'armes beaucoup plus connues comme le CETME, le SIG 510, le H&K G3 et le célèbre MP5 et de prototypes comme le CEAM Modèle 1950.